# Rodolfo Marcenaro
Rodolfo Marcenaro, noto anche con il soprannome di Ro Marcenaro (Genova, 6 luglio 1937 – San Martino in Rio, 9 novembre 2020), è stato un animatore, vignettista e fumettista italiano, considerato fra i pionieri dell'animazione in Italia.

## Biografia
Fu tra i pionieri dell'animazione in Italia realizzando tra il 1958 e il 1974 numerosi cortometraggi pubblicitari della serie Carosello per la Rai; per quelli realizzati con la plastilina per l'amaro Fernet-Branca vinse il "Leone di Bronzo" al Festival internazionale della creatività Leoni di Cannes. 
Il successo, però, per Marcenaro non era tutto. Per lui contava di più potersi esprimere liberamente, e, nella pubblicità, come ebbe a confessare nel 1976 a Lillo Gullo in un'intervista apparsa sull'Unità,questo non gli era possibile. Stanco delle troppe censure che era stato costretto a subire, decise allora di abbandonare l'animazione pubblicitaria per il fumetto, un mezzo espressivo che gli consentiva di misurarsi con i temi sociali che sentiva più consoni alle sue corde di artista e di cittadino. 
La sua prima opera, la riduzione a fumetti del Manifesto comunista di Marx-Engels, pubblicata dalle Edizioni Ottaviano di Milano, incontrò il favore dei lettori, e così per Marcenaro si spalancarono le porte della stampa nazionale. Cominciò via via a collaborare  con importanti testate quotidiane e periodiche, quali (Panorama, Epoca, La Repubblica, Il Venerdì di Repubblica, La Gazzetta dello Sport), affermandosi ben presto in Italia come uno dei più valenti e prolifici disegnatori satirici.  
Un'altra svolta importante è da registrare negli anni Ottanta, quando Marcenaro, oltre a dirigere due delle prime televisioni private italiane, TeleCiocco in Garfagnana e TVS a Genova, fondò una propria casa di produzione. Ma meglio sarebbe chiamarla "bottega artigiana", come ha fatto il direttore di Rai Ragazzi, Luca Milano, nel ricordare la sua lunga e fruttuosa collaborazione con la Tv di Stato: "Dalla sua bottega artigiana vicino Reggio Emilia, sono nate alcune serie molto belle e ancora oggi popolari su Rai Yoyo, dalle Ricette della Cuocarina ai Balletti di Vanessa, a tanti altri. I suoi cartoni animati erano spesso in rima, eredi di una grande tradizione di poeti e cantastorie, in grado di mostrare ai bambini la ricchezza della nostra lingua e il potere della fantasia."
Marcenaro, inoltre, è da ricordare come firma di videoclip musicali, su tutti quelli realizzati per l'album Matto come un gatto di Gino Paoli.
Morì nel 2020 per complicanze da COVID-19, lasciando la moglie, l'illustratrice Augusta Mariani, e due figli, Umberto Marcenaro e Francesca Marcenaro.

## Opere

### Opere a fumetti
- Manifesto comunista di Marx-Engels a fumetti, Milano, Edizioni Ottaviano, 1976
- Dov'è finito Bettino, Milano, Sperling & Kupfer Editori, 1993
- Il Candido di Voltaire a fumetti, Milano, Feltrinelli, 1996 ISBN 9788807813658

### Attore
- Il giocattolo, regia di Giuliano Montaldo (1979)
- Marco Polo - serie TV (1982)
- Gli occhiali d'oro, regia di Giuliano Montaldo (1987)

### Regia
- I cartoni dello Zecchino d'Oro (2000) - Martoon

### Disegnatore
- Cuocarina (2007) - Marcenaro Interactive e Rai Fiction
- A danza con Vanessa (2008) - Marcenaro Interactive e Rai Fiction

### Direttore del doppiaggio
- A danza con Vanessa (2008) - Marcenaro Interactive e Rai Fiction

### Animatore
- I cartoni dello Zecchino d'Oro (2000) - Martoon
- Cartoni e Canzoni - (2007) - Martoon
- La nascita del Tricolore - Martoon

## Riconoscimenti
- Leone di Bronzo al Festival internazionale della creatività Leoni di Cannes per la pubblicità del Fernet-Branca
- Premio Andersen 1995 per Il Barone di Münchausen a fumetti
- Premio Satira 1995 nella categoria "Libro più divertente dell'anno" al Premio Satira Politica Forte dei Marmi per il volume Dov’è finito Bettino?